# Petit lac Témiscamie
Pour les articles homonymes, voir Témiscamie.
Le Petit lac Témiscamie est plan d'eau douce tributaire du lac Témiscamie (versant de la rivière Témiscamie), coulant dans Eeyou Istchee Baie-James (municipalité), dans la région administrative du Nord-du-Québec, dans la province de Québec, au Canada.
La surface du Petit lac Témiscamie est habituellement gelée de la fin octobre au début mai, toutefois la circulation sécuritaire sur la glace se fait généralement de la mi-novembre à la fin d'avril.

## Géographie
Les principaux bassins versants voisins du Petit lac Témiscamie sont :
- côté nord : lac Bussy, lac à Côté, lac Auxillon, lac l'Épinay, rivière Témiscamie ;
- côté est : lac Flayel, lac Dubray, lac Blanot, lac de Bransac, lac Palairet ;
- côté sud : lac Témiscamie, rivière Mistassibi, lac Richaume, lac De Vau, rivière Daniel, lac Pointel ;
- côté ouest : lac Gaudelet, lac Caouachigamau, lac Sabourin, lac Duparc, lac Robert, lac Témiscamie, rivière Témiscamie, lac Albanel, lac Mistassini.

Le Petit lac Témiscamie comporte une superficie de 14,2 km2, une longueur de 17,2 km, une largeur maximale de 2,4 km et une altitude de 442 m.
Ce lac situé entièrement en zone forestière et est entouré de montagnes. Ce lac est localisé du côté Sud-Est de rivière Témiscamie. Ce lac qui est fait en longueur (sens nord-sud) comporte :
- 10 îles ;
- une longue baie s'étirant sur 2,9 km vers du nord-est, recueillant un cours d'eau (venant du nord-est) drainant quelques lacs dont le principal est le lac Bussy ; cette baie comporte une île (longueur : 0,8 km) ;
- une baie s'étirant sur 1,5 km vers l'est, recueillant un cours d'eau (venant du nord-est) drainant quelques lacs non identifiés ;
- 110 autres décharges de lacs non identifiés ou de ruisseaux ;
- une baie s'étirant sur 2,4 km vers le sud-ouest, dans la partie nord du lac, laquelle est traversé par le courant jusqu'à l'embouchure du lac ;
- un sommet de montagne (altitude : 631 m) à 1,4 km à l'est de la partie nord-est du lac ;
- un sommet de montagne (altitude : 628 km) à 1,3 km au nord de la baie du nord-ouest du lac.

L'embouchure du Petit lac Témiscamie est localisée au fond d'une baie de la rive nord , soit à :
- 16,1 km au nord-est de l'embouchure du lac Témiscamie ;
- 21,0 km au nord-est de l'embouchure de la décharge du lac Caouachigamau ;
- 39,5 km au sud-est du lac Albanel (anse La Galissonnière) ;
- 79,4 km à l'est de l'embouchure de la rivière Témiscamie (confluence avec le lac Albanel) ;
- km au sud-ouest de la limite de la réserve de Mistassini ;
- 114,2 km à l'est de l'embouchure du lac Mistassini (tête de la rivière Rupert) ;
- 160,5 km au nord-est du centre du village de Mistissini (municipalité de village cri)[1].

À partir de son embouchure située au nord-est du lac, le courant coule d'abord vers le sud-ouest pour aller traverser le lac Témiscamie, puis vers le nord-ouest, notamment en traversant le lac Caouachigamau, jusqu'à un petit lac de la rive est de la rivière Témiscamie. De là, le courant emprunte le cours de cette dernière rivière, jusqu'à la rive sud-est du lac Albanel. Puis le courant coule vers le nord-ouest en traversant le lac Albanel et la passe entre la péninsule Du Dauphin (côté Nord-Est) et la péninsule du Fort-Dorval (côté Sud-Ouest), jusqu'à la rive est du lac Mistassini. De là, le courant traverse vers l'ouest le lac Mistassini sur 47,6 km, jusqu'à son embouchure. Finalement, le courant emprunte le cours de la rivière Rupert, jusqu'à la baie de Rupert.

## Toponymie
Le toponyme "Petit lac Témiscamie" a été officialisé le 5 décembre 1968 par la Commission de toponymie du Québec.